# Тер Авест, Хидде
Хидде Виллем тер Авест (нидерл. Hidde Willem ter Avest; род. 20 мая 1997, Вирден, Оверэйссел) — нидерландский футболист, защитник английского клуба «Оксфорд Юнайтед».

## Клубная карьера
Тер Авест является воспитанником «Твенте». 4 июня 2013 года подписал профессиональный контракт с клубом. К основному составу стал подводиться в 2014 году. 7 февраля 2015 года дебютировал в Эредивизи в поединке против «Эксельсиора», выйдя на поле в стартовом составе. С тех пор является основным правым защитником команды. В сезоне 2014/15 принял участие в 10 встречах, в сезоне 2015/16 выходил на поле 29 раз.
19 августа 2024 года перешёл в английский «Оксфорд Юнайтед».

## Карьера в сборной
Регулярно вызывается в юношеские сборные своей страны. Принимал участие в чемпионате Европы по футболу до 17 лет в 2014 году, где нидерландцы проиграли английским сверстникам в финале по пенальти. Тер Авест выходил в стартовом составе и провёл на поле весь матч.

## Достижения
Международные
- Серебряный призёр чемпионата Европы (до 17 лет): 2014